# Le Monty
Le Monty is een skipiste gelegen te Lierneux in de Belgische provincie Luik.
Le Monty beschikt over 2 parallel gelegen pistes en 2 sleepliften, evenals over een baan voor sleeën. Er is een hellingsgraad van 15% tot 45%.